# Bonneville (Oregon)
Bonneville az Amerikai Egyesült Államok északnyugati részén, Oregon állam Multnomah megyéjében elhelyezkedő önkormányzat nélküli település.
Névadója Benjamin Bonneville felfedező; az elnevezés a térképeken csak az 1880-as évek végétől szerepel. A posta 1900-ban nyílt meg.
Legfőképp gátjáról ismert. Egykor a Portland és The Dalles között élők kedvenc kirándulóhelye volt, a vasúttársaság étkezőt üzemeltetett.

## Éghajlat
A település éghajlata mediterrán (a Köppen-skála szerint Csb).
| Hónap                                            | Jan.  | Feb.  | Már. | Ápr. | Máj. | Jún. | Júl. | Aug. | Szep. | Okt. | Nov.  | Dec.  | Év    |
| ------------------------------------------------ | ----- | ----- | ---- | ---- | ---- | ---- | ---- | ---- | ----- | ---- | ----- | ----- | ----- |
| Rekord max. hőmérséklet (°C)                     | 18,0  | 20,0  | 24,0 | 31,0 | 37,0 | 44,0 | 42,0 | 42,0 | 38,0  | 30,0 | 22,0  | 18,0  | 44,0  |
| Átlagos max. hőmérséklet (°C)                    | 5,9   | 8,4   | 11,8 | 15,2 | 19,2 | 22,0 | 26,1 | 26,5 | 23,4  | 16,9 | 10,1  | 5,8   | 16,0  |
| Átlaghőmérséklet (°C)                            | 3,6   | 5,2   | 7,6  | 10,4 | 13,9 | 16,6 | 20,1 | 20,3 | 17,6  | 12,5 | 7,2   | 3,6   | 11,6  |
| Átlagos min. hőmérséklet (°C)                    | 1,3   | 1,9   | 3,3  | 5,7  | 8,7  | 11,3 | 13,9 | 14,2 | 11,7  | 8,1  | 4,3   | 1,5   | 7,2   |
| Rekord min. hőmérséklet (°C)                     | −17,0 | −14,0 | −7,0 | −2,0 | −1,0 | 3,0  | 6,0  | 6,0  | 1,0   | −3,0 | −13,0 | −18,0 | −18,0 |
| Átl. csapadékmennyiség (mm)                      | 287   | 220   | 232  | 164  | 104  | 82   | 15   | 23   | 67    | 185  | 317   | 342   | 2038  |
| Forrás: Nemzeti Óceán- és Légkörkutatási Hivatal |       |       |      |      |      |      |      |      |       |      |       |       |       |

## Fordítás
- Ez a szócikk részben vagy egészben  a   Bonneville, Oregon című angol Wikipédia-szócikk ezen változatának fordításán alapul.  Az eredeti cikk szerkesztőit annak laptörténete sorolja fel. Ez a jelzés csupán a megfogalmazás eredetét és a szerzői jogokat jelzi, nem szolgál a cikkben szereplő információk forrásmegjelöléseként.